# Лондонская Полиглотта

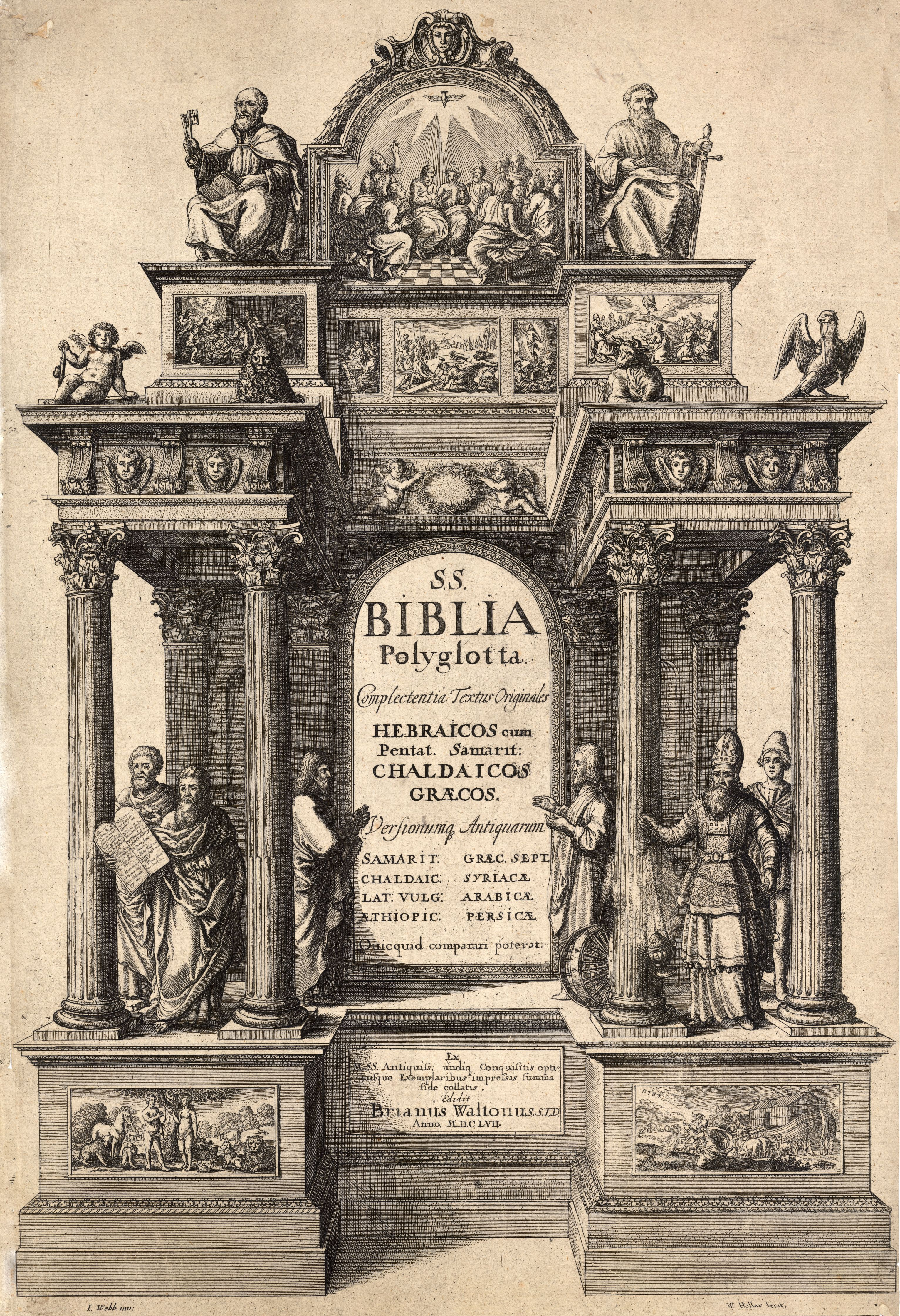
Орнаментированный титульный лист, предшествующий «Пролегоменам». Художник — Джон Уэбб, гравёр — Венцеслав Голлар

Ло́ндонская Полигло́тта или Полигло́тта Уо́лтона (англ. London Polyglot) — шеститомное издание Библии в виде полиглотты на 9 языках, выпущенное в Лондоне в 1654—1657 годах. Первоначальная идея создания наиболее полной многоязычной Библии принадлежала архиепископу Кентерберийскому У. Лоду, после казни которого в 1645 году руководство проектом перешло Брайану Уолтону (1600—1661), возглавившему большой коллектив английских библеистов и востоковедов. За заслуги Уолтона король Карл II в 1660 году назначил его епископом Честера. К полиглотте примыкает двухтомный словарь «Lexicon Heptaglotton» Эдмунда Кастелла, опубликованный в 1669 году и с тех пор включаемый в её состав. Издание преследовало также научные цели, Полиглотта содержала большое количество информации о реалиях библейских стран, включая сведения об архитектуре, нумизматике, письменности; текст Библии включал второканонические книги, не признаваемые протестантами. Издание поддерживалось Кромвелем, предоставившим право беспошлинной закупки французской бумаги, что сильно удешевило производство; финансировалось издание по подписке и стало первым в истории, чей тираж был раскуплен ещё до выпуска в свет. В состав Полиглотты не удалось включить армянский и коптский библейский текст из-за того, что протестантские учёные не получили доступа к рукописям, хранившимся в Риме. В 1669 году Лондонская Полиглотта была внесена в «Индекс запрещённых книг». Удобно организованное издание использовалось библеистами-текстологами вплоть до XX века, до сих пор не существует полноценной ему замены в учебных целях. Факсимильное издание опубликовано в 1963—1964 годах.

## Концепция издания

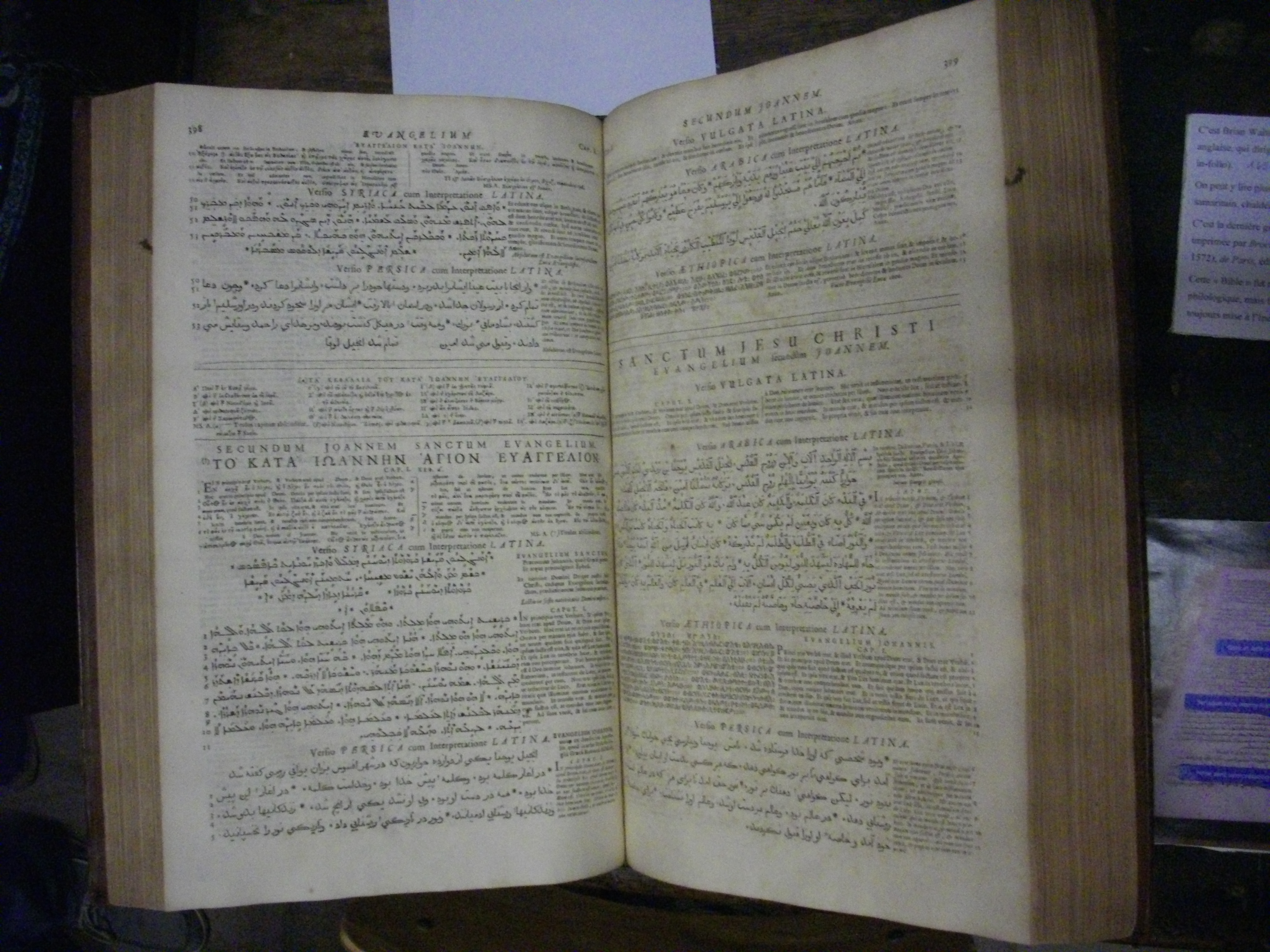
Разворот тома с текстом Евангелия от Иоанна. Ризница Монастырь Сен-Эньян (Орлеан) в Орлеане

По словам Питера Миллера, «Лондонская Полиглотта была последней и величайшей из полиглотт», издание которой подытожило не только полтораста лет развития библеистики Нового времени, но и культурные контакты с Османской империей, из пределов которой можно было получить древние рукописи на восточных языках. Издание полиглотт он рассматривал как выражение общей «антикизирующей» тенденции в западной культуре XVI—XVII веков, когда во многоязычных изданиях, финансируемых и контролируемых государством, отвергались переводы на современные языки, которые не рассматривались как боговдохновенные.
Первоначальная идея изучения христианского Востока для углублённых библеистических штудий принадлежала архиепископу Кентерберийскому У. Лоду, который рассчитывал глубоко реформировать английскую церковь. Его усилиями в Кембриджском и Оксфордском университетах были учреждены кафедры арабского языка, а также стипендии для поездок в Турцию и Левант для усовершенствования богословов в восточных языках. В 1645 году он был казнён, и руководство проектом перешло к Уолтону, который впоследствии вспоминал времена Лода как «почти что Эдемский сад». Ещё в 1641 году Уолтон лишился места настоятеля лондонской церкви Св. Мартина Оргарского из-за введения реформированной литургии и разногласий из-за сбора десятины.
Брайан Уолтон, известный своими востоковедными штудиями, под впечатлением от неудачи издания Парижской Полиглотты сформулировал концепцию более полного и удобного для читателей библейского издания. В намерения Уолтона входило создание представительного набора древних библейских текстов на восточных языках, оснащённых критическим аппаратом и комментариями; Священному Писанию предшествовали «Пролегомены» самого Уолтона, в которых он стремился представить квинтэссенцию библейского знания, накопленного в предшествующие века. В дальнейшем «Пролегомены» вместе с другими историческими статьями из Полиглотты переиздавались отдельно в 1673, 1777 (в Лейпциге) и 1827 годах (в Оксфорде). Для удобства читателя все 9 вариантов библейского текста расположены на развороте двух страниц колонками или в «подвале», что рассматривается как «технологический триумф». Примечательной особенностью Лондонской Полиглотты была систематическая подборка разночтений по Александрийскому кодексу и другим изданиям, включая издание Стефана 1550 года, — всего 15. Материалы сверки занимали весь шестой том Полиглотты.
Уолтону удалось собрать для работы над Полиглоттой большой коллектив ведущих специалистов, в который входили профессор арабского языка в Кембридже Эдмунд Кастелл; Сэмюэл Кларк, бодлеанский библиотекарь, который работал над масоретским текстом; Томас Хайд, специалист по персидскому языку; Томас Хюйс, который проводил коллацию рукописей Септуагинты и Вульгаты; Герберт Торндайк, работавший над Пешиттой; и другие.

## Ход издания

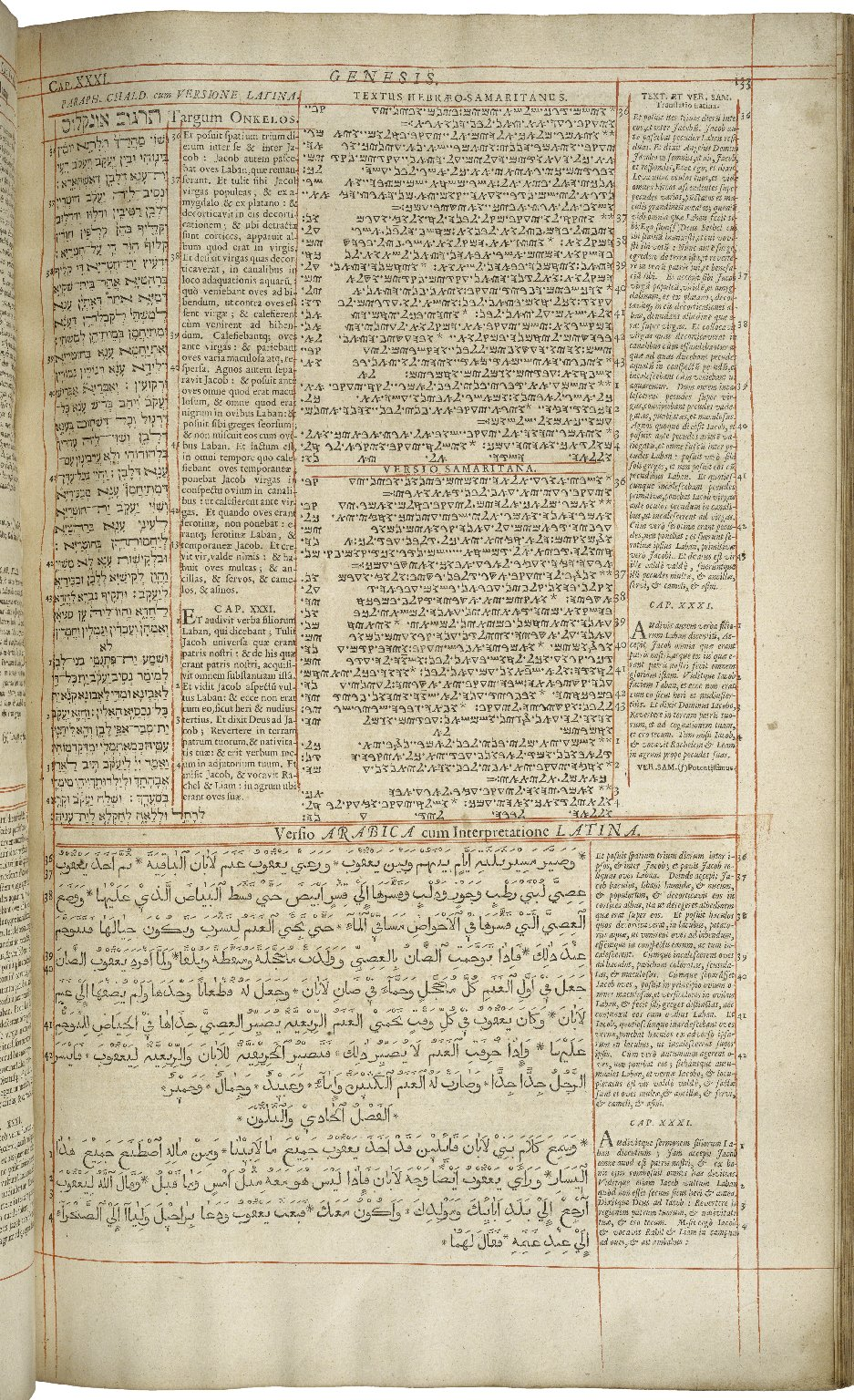
Правая страница первого тома Лондонской Полиглотты (Книга Бытия, глава 31). Представлен арамейский Таргум Онкелоса, иудео-самаритянский и самаритянский варианты (латинский перевод для них общий), внизу — арабский перевод с огласовкой. Все варианты текста снабжены параллельным латинским переводом. Библиотека Корнеллского университета

Не сохранилось документальных сведений о работе над Полиглоттой между 1645—1652 годами. 11 июля 1652 года Уолтон получил одобрение Государственного совета — высшего органа Английской республики. Рукопись постановления Совета сохранилась, из неё следует, что очень остро стоял финансовый вопрос, причём Уолтону предстояло сделать предприятие хотя бы безубыточным (Парижская Полиглотта разорила её издателей). Правительство, впрочем, обещало внести в предприятие 1000 фунтов, но, по-видимому, они никогда не были перечислены. Совет вынес постановление расширить круг языков, на которых будет издана Полиглотта, кроме того, все варианты переводов должны быть представлены на одной странице; бюджет предприятия не должен был превышать одной пятой от стоимости Парижской Библии. Предприятие поддержали архиепископ Джеймс Ушер и Джон Селден; типографские работы начались уже в сентябре 1653 года.
Уолтон получил право беспошлинного ввоза французской бумаги, что сильно удешевило предприятие. Было решено, что издание будет подписным, стоимость первоначального взноса составила 10 фунтов; к началу работ было уже 800 подписчиков; по подсчётам Уолтона, на издание требовалось около 9000 фунтов, причём тяжелее всего было собрать 1500 фунтов, необходимых для начала работы. Первоначально набор текста начался в типографии Арнольда Боута, но качество еврейского и сирийского шрифта было признано неудовлетворительным, кроме того, сотрудники типографии допускали слишком много ошибок. Работы были перенесены в типографию Томаса Ройкрофта, которая располагала наборами восточных шрифтов. Был определён круг текстов для тиражирования, включая персидский перевод, выполненный еврейскими учёными в средневековье, но армянских и коптских рукописей не удалось достать, поскольку лучшие образцы сохранялись в Риме, и не получилось заказать там копии для протестантского издания.
Пробные листы были направлены на рецензию Эдварду Пококу, профессору арабского языка. Пятикнижие было отпечатано уже в 1654 году, но не разослано подписчикам, поскольку было решено, что сначала должны быть окончены «Пролегомены», издание которых затянулось до 1657 года. В том же году был полностью окончен весь шеститомный комплект. К тому времени его стоимость возросла до 17—18 фунтов. Это была первая книга в истории книгопечатания, тираж которой был полностью распродан ещё до окончания её издания. После гибели части тиража в Великом Лондонском пожаре стоимость комплекта Полиглотты могла достигать 40 фунтов. Тираж Полиглотты, по разным подсчётам, достигал 1200—1500 экземпляров.
Поскольку издание Полиглотты началось под патронатом Кромвеля, то часть тиража снабжена посвящением лорду-протектору. После реставрации Стюартов оставшаяся не разосланной заказчикам часть тиража была допечатана с новым посвящением королю Карлу II, написанным самим Уолтоном. Профессор арабского языка в Кембридже Эдмунд Кастелл издал к этой Полиглотте «Lexicon heptaglotton» — словарь на 7 языках: еврейском, халдейском (арамейском), сирийском, самаритянском, арабском, персидском и эфиопском (подстрочный латинский перевод критиковали за небрежность). В результате оказалось, что издание словаря было намного более затратным и трудоёмким по сравнению с работой по библейской текстологии. В предисловии к словарю Кастелл утверждал, что ему понадобились 18 лет и семеро помощников, чтобы довести работу до конца. В конечном итоге издание словаря обошлось в 12 000 фунтов, а на его составителе оказалось 1800 фунтов долга. Тем не менее благодаря королевской милости и помощи церковных властей Кастелл благополучно завершил издание. Однако к моменту его кончины в 1685 году около 500 экземпляров словаря остались нераспроданными, наследники пустили тираж на рынок по цене 7 фунтов стерлингов за экземпляр.
Папа Александр VII в 1669 году поместил Лондонскую Полиглотту в число запрещённых книг. В Англии вначале Полиглотта также была встречена с недоверием, в 1658 году доктор Д. Оуэн даже напечатал отдельным томом «Возражения», однако Г. Тодд в биографии Уолтона (1821) объяснил большинство его замечаний элементарной завистью. Сам Уолтон ответил Оуэну подробным разбором его замечаний на 307 страницах, но, по-видимому, тон дискуссии и необходимость возражать недругам сильно сократили ему жизнь. В 1684 году Ришар Симон планировал издание расширенной полиглотты на основе Уолтоновской, но планы так и не были претворены в жизнь.

## Богословский подтекст и текстология

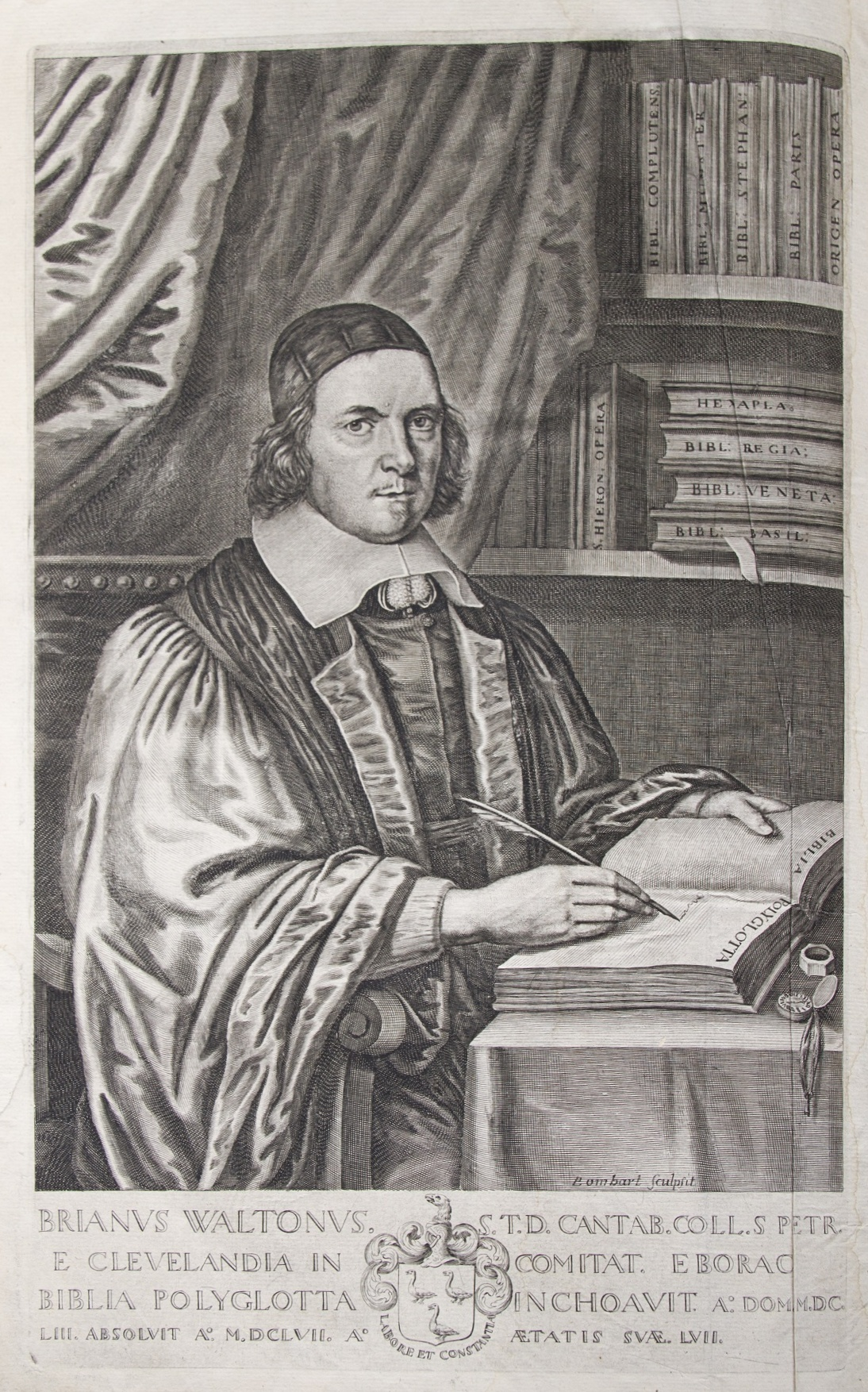
Фронтиспис первого тома. Портрет Брайана Уолтона

Брайан Уолтон, живя в эпоху массовых религиозных войн, полагал, что одной из причин раскола христианского мира является неверное понимание Писания и сознательные и бессознательные искажения, допускаемые при его комментировании и истолковании. Результатом была его убеждённость в полезности издания именно полиглотты, поскольку из множества вариантов перевода представал подлинный библейский текст. Отчасти это объяснялось и влиянием Лода, поскольку англиканская церковь того времени постоянно находилась в состоянии борьбы между прокатолически и прокальвинистски настроенными элементами на фоне постоянно растущего фанатизма. Уолтон рассчитывал, что надёжными «союзницами» теологии станут история, филология и география; в своих трудах он неоднократно критиковал мистические и символические интерпретации Библии. В «Пролегоменах» (V, 3. 34) он писал, что «Слово Божье не в текстах, будь то рукописных или печатных, но в правильном понимании истинного смысла Слова, которое никто не может выразить лучше Церкви».
Образцом текстологической работы для Уолтона была «Гексапла» Оригена, в которой параллельно на одной странице располагались разные версии библейского текста, способствуя вычленению истинных смыслов. Из своих старших современников Уолтон особенно выделял методы работы Эразма и Гуго Гроция, несмотря на то, что их критиковали как католики, так и протестанты. Метод собственной текстологической работы над Полиглоттой Уолтон сформулировал в «Пролегоменах» (VI, 6) в виде четырёх тезисов:
1. Поскольку при рукописном тиражировании текстов увеличивается возможность ошибки, следует отдавать предпочтение возможно более древним манускриптам;
2. За основу печатного текста следует брать только тщательно отделанные рукописи (поскольку они гарантированно подвергались редакторской работе и содержат меньше ошибок);
3. При прочих равных следует отдавать предпочтения наиболее древним чтениям;
4. При прочих равных из древних чтений отдавать предпочтения тем, что цитируются у Отцов Церкви.

Методологической основой составления Полиглотты была адиафора: Откровение было дано Богом и потому безошибочно, но оно воспринималось и передавалось людьми, поэтому с текстами Писания следует работать филологам и историкам. Располагая рядом различные версии текста, Уолтон полагал, что таким образом высветятся «ошибки», как неумышленно внесённые писцами, так и сознательные искажения сектантов и еретиков. Особое внимание потому уделялось публикации наиболее древних рукописей, а также восточных переводов, которые, согласно Уолтону, «из-за близости к языку оригинала представляют собой то чистейшее зеркало, которое позволяет передать чувства и чтения, заповеданные Церкви Христом».

## Состав и особенности издания. Оформление

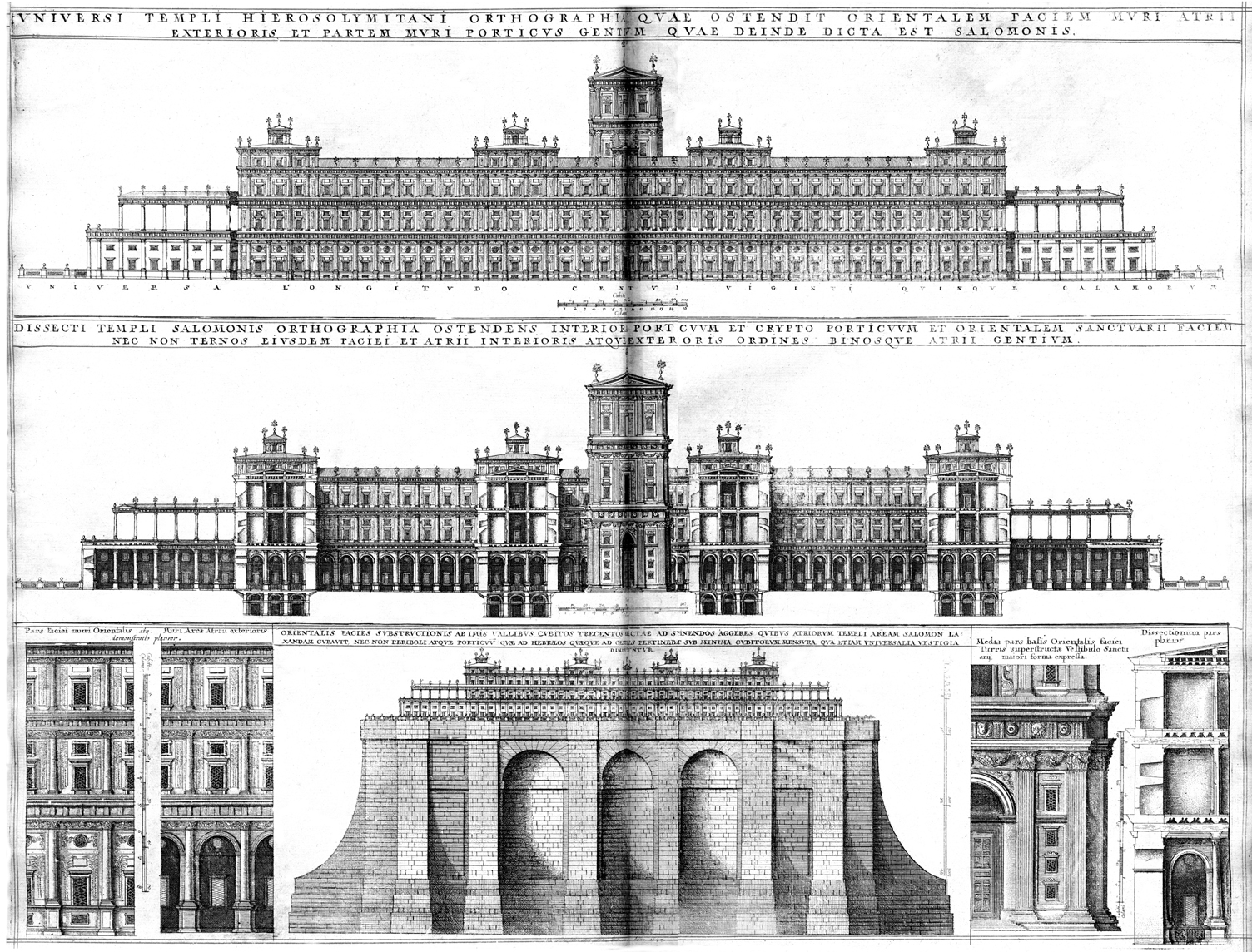
Храм Соломонов. Гравюра к «Пролегоменам»

Полиглотта вышла в шести томах формата in folio 17 × 11¼ дюймов (44 × 28 см). Содержание Лондонской Полиглотты таково:
- Том 1: Пролегомены, трактаты, таблицы, иллюстрации; Пятикнижие. Еврейский текст Торы снабжён подстрочным переводом Ария Монтана, далее следует Вульгата, Септуагинта с параллельным переводом Фламиния Нобиля, Пешитта, Таргум Онкелоса, иудео-самаритянское и самаритянское Пятикнижие с латинским переводом (общим для обоих), арабская версия с латинским переводом. За исключением Танаха, латинский перевод выделен в отдельную колонку. Этот порядок языков почти в неизменном виде поддерживается до конца Ветхого Завета.
- Том 2: исторические книги Ветхого Завета с таргумом Ионафана.
- Том 3: книги Ветхого Завета от Иова до Малахии. Псалтирь и Песнь Песней представлены также в эфиопской версии[5].
- Том 4: Второканонические книги Ветхого Завета. Даны на четырёх языках: греческом, латинском, арабском и сирийском; Книга Товита в двух еврейских вариантах, два арамейских таргума, персидский перевод Пятикнижия. Все они снабжены латинским переводом.
- Том 5: Новый Завет. Греческий текст с переводом Ария Монтана, Вульгата Иеронима (печаталась по Сиксто-Клементинскому изданию); переводы на сирийский, арабский, персидский, эфиопский — все с латинскими параллельными переводами.
- Том 6: разночтения в рукописях библейских текстов, критические материалы.

«Пролегомены» содержали в себе всю сумму библейского знания того времени, включая исторические, лингвистические и прочие сведения. Примечательна таблица алфавитов, приведённых не только для языков, на которых издана Полиглотта (например, для сирийского даны три варианта начертаний), — даны и армянский, грузинский, коптский, кириллица и китайские иероглифы. Уолтон полемизировал с А. Кирхером и заявил, что греческий алфавит произошёл от финикийского. Древнейшей из библейских письменностей он считал самаритянскую. В состав «Пролегоменов» также были включены трактат о библейской хронологии Луи Каппеля (он следовал Скалигеру), статья об античной нумизматике, мерах и весах, статья об ивритской идиоматике, статья о географии Святой Земли.
«Пролегомены» были богато иллюстрированы. На фронтисписе первого тома Полиглотты был помещён портрет Б. Уолтона, гравированный Пьером Ломбаром; редактор был изображён за работой, на заднем плане показаны важнейшие печатные и рукописные библейские издания (включая Гексаплу, Комплютенскую и Парижскую полиглотты). Особенно роскошно был оформлен титульный лист, гравированный В. Голларом по эскизу Джона Уэбба. Изображение представляло собой триумфальную арку, украшенную восемью библейскими сценами: Адам и Ева, Ной с его ковчегом, сцены из жизни Христа. Венчала композицию сцена сошествия Святого Духа на апостолов, когда на Пятидесятницу они обрели дар говорить на языках. Эта сцена буквально и символически обозначала задачу создания Уолтоном Полиглотты — объединение языков, разделённых когда-то в Вавилоне, и обетование нового понимания откровения, переданного Духом Святым, через различные переводы и традиции библейского текста. Примечательно также изображение Храма Соломона, который был представлен как образец всевозможных архитектурных ордеров; его гравировали по трактатам Иеронима Прадо и Хуана Баттисты Вильяльпандо.

## Комментарии
1. ↑  Полное название лат. SS. Biblia polyglotta complectens textus originales hebraicos cum Pentateuco samaritano, chaldaicos, graecos versionumque antiquarum samaritanae, chaldaicae, latinae vulgatae, aethiopicae, graecae Sept... syriacae, arabicae, persicae, quicquid comparari poterat ex mss. antiquis undique conquisitis optimisque exemplaribus impressis summa fide collatis, — «Священная многоязычная Библия, составленная из оригинальных еврейских текстов с Пятикнижием самаритянским, халдейским, греческим, древних переводов самаритянских, халдейских, латинских Вульгаты, эфиопских, греческих Семидесяти…, сирийских, арабских и персидских, всех подготовленных по наилучшим и древним рукописям, напечатанных вместе».
2. ↑  Около 1446 фунтов стерлингов в ценах 2014 года. Здесь и далее перевод рассчитан по системе RPI basis per Measuringworth Five Ways to Compute the Relative Value of a UK Pound Amount, 1270 to Present (англ.). MeasuringWorth.com.. Дата обращения: 28 сентября 2015. Архивировано 18 декабря 2017 года.
3. ↑  Примерно 2500 фунтов в ценах 2014 года. На аукционе Christie's стоимость полного 6-томного комплекта со словарём Кастелла может достигать почти 20 000 фунтов при стартовой цене 3000—4000 фунтов стерлингов[9].
4. ↑  Джуди Кноп приводила сведения, что ни в одном из источников не упоминалась гибель тиража Полиглотты[10].
5. ↑  Возможно, это связано и с тем, что в «Пролегоменах» Уолтона (II. 1, 7) упоминается Галилей как «величайший математик нашего времени»[15].